# Agonopterix thelmae
Agonopterix thelmae (tên tiếng Anh: Thelma's Agonopterix Moth) là một loài bướm đêm thuộc họ Oecophoridae. Nó được tìm thấy ở New England tới South Carolina, phía tây đến Kentucky và Illinois, phía bắc đến Michigan và miền nam Ontario.
Sải cánh dài khoảng 21 mm. Cánh trước màu nâu vàng. Cánh sau màu xám nâu đồng nhất.
Con trưởng thành bay từ tháng 7 đến tháng 10 in Kentucky and từ tháng 8 đến tháng 9 ở phía nam Ontario.